# Margret Fusbahn

Vermutlich Margret Fusbahn als Passagierin der Fokker F. VII b-3m, CH-192 auf dem Abessinienflug 1934

Luise Margret Fusbahn, geb. Billwiller (* 14. Juli 1907 in St. Gallen, Schweiz; † 12. März 2001 in Sintra, Portugal) war eine Flugpionierin. Sie stellte 1930 einen Höhenrekord für Leichtflugzeuge auf.

## Leben
Nach einer Ausbildung an einer Flugschule in Böblingen erwarb Fusbahn im August 1928 den Flugschein. Bereits 1930 brach sie in einem Klemm-Leichtflugzeug mit einer erreichten Höhe von 4900 Metern (nach anderen Quellen 4614 Meter) den Internationalen Höhenrekord der Klasse C.
Fusbahn war verheiratet mit Ludwig Werner Fusbahn, einem ebenfalls in den 30er Jahren bekannten Flieger. Gemeinsam unternahmen sie Langstreckenflüge bis nach Afrika. Die Ehe wurde 1938 geschieden und Margret Fusbahn verliess die Schweiz. Sie starb 2001 als Rosa Margareta Rodriguez in Portugal.
Die Margret-Fusbahn-Straße auf dem Böblinger und Sindelfinger Stadtteil Flugfeld ist nach ihr benannt worden.